# Alba Posse
Alba Posse är en kommunhuvudort i Argentina.   Den ligger i provinsen Misiones, i den nordöstra delen av landet, 900 kilometer norr om huvudstaden Buenos Aires. Alba Posse ligger 125 meter över havet och antalet invånare är 6 652.
Terrängen runt Alba Posse är platt österut, men västerut är den kuperad. Alba Posse ligger nere i en dal. Närmaste större samhälle är Colonia Aurora, 18,8 kilometer nordost om Alba Posse.
Omgivningarna runt Alba Posse är en mosaik av jordbruksmark och naturlig växtlighet. Runt Alba Posse är det ganska glesbefolkat, med 22 invånare per kvadratkilometer.